# One of These Nights
One of These Nights é o quarto álbum de estúdio da banda Eagles, lançado a 10 de Junho de 1975.
Foi o último disco com a participação de Bernie Leadon. A banda ainda foi premiada com um Grammy Awards pela música "Lyin' Eyes" na categoria "Best Pop Performance By A Duo Or Group With Vocal".

## Faixas

### Lado 1
1. "One of These Nights" (Henley, Frey) – 4:51
2. "Too Many Hands" (Meisner, Felder) – 4:43
3. "Hollywood Waltz" (B. Leadon, Tom Leadon, Henley, Frey) – 4:04
4. "Journey of the Sorcerer" (B. Leadon) – 6:40

### Lado 2
1. "Lyin' Eyes" (Henley, Frey) – 6:22
2. "Take It to the Limit" (Meisner, Henley, Frey) – 4:49
3. "Visions" (Felder, Henley) – 4:00
4. "After the Thrill Is Gone" (Henley, Frey) – 3:58
5. "I Wish You Peace" (Patti Davis, Leadon) – 3:45